# Primatologi
Primatologi är studiet av icke-mänskliga primater. Ämnet är tvärvetenskapligt, och överlappar zoologi, antropologi och psykologi. Inom primatologin studeras såväl primaters språk, psykologi och vanor, som för-apors anatomi. Primatologin är fruktbar för förståelsen av vad i människors beteenden, kultur och kommunikation som är naturligt och vad som är konstruerat.

## Några kända primatologer
- Jeanne Altmann
- Clarence Ray Carpenter
- Frans de Waal
- Linda Marie Fedigan
- Dian Fossey
- Jane Goodall
- Birutė Galdikas
- Alison Jolly
- Masao Kawai
- Nadezhda Ladygina-Kohts
- John R. Napier
- Craig Stanford
- Robert Sapolsky